# Parramatta Power SC
Parramatta Power Soccer Club – australijski klub piłkarski z siedzibą w zachodniej części Sydney. W latach 1999–2004 klub występował w najwyższej australijskiej lidze National Soccer League (NSL). Rozwiązany w 2004 roku.

## Historia
W rozgrywkach zadebiutował 1 października 1999 roku w meczu przeciwko Marconi Fairfield na stadionie Parramatta Stadium, mecz zakończył się remisem 1:1. Zespół dwukrotnie awansował do serii finałowej rozgrywek (sezony: 2002–03 i 2003–04), w tym w 2004 roku wystąpił w przegranym finale rozgrywek przeciwko Perth Glory FC 0:1. Zespół został rozwiązany wraz z upadkiem ligi NSL w 2004 roku.

## Sukcesy
- Finalista Grand Final (1): 2004

## Parramatta Power w poszczególnych sezonach zasadniczych NSL[2]
| Sezon     | Miejsce | Mecze | Wygrane | Zremisowane | Przegrane | Bramki  | Punkty |
| --------- | ------- | ----- | ------- | ----------- | --------- | ------- | ------ |
| 1999–2000 | 11      | 34    | 14      | 5           | 15        | 52 – 47 | 47     |
| 2000–01   | 9       | 28    | 13      | 3           | 14        | 42 – 44 | 42     |
| 2001–02   | 7       | 24    | 10      | 4           | 10        | 34 – 30 | 34     |
| 2002–03   | 3       | 24    | 12      | 4           | 8         | 51 – 27 | 40     |
| 2003–04   | 2       | 24    | 16      | 3           | 5         | 58 – 30 | 51     |